# Dolichopus emelyanovi
Dolichopus emelyanovi är en tvåvingeart som först beskrevs av Grichanov 1998.  Dolichopus emelyanovi ingår i släktet Dolichopus och familjen styltflugor.
Artens utbredningsområde är Kamerun. Inga underarter finns listade i Catalogue of Life.